# Mainaschaff
Mainaschaff es un municipio alemán, ubicado en el distrito de Aschaffenburg, en el Regierungsbezirk de Baja Franconia, en el Estado federado de Baviera.
Se encuentra cerca de la frontera con Hesse, en las afueras de Aschaffenburg, en la orilla derecha del río Meno.